# Beulah Armendariz
Beulah Armendariz (* 1929, geborene Beulah Bymaster) ist eine US-amerikanische Badmintonspielerin. 

## Karriere
Beulah Bymaster startete bereits 1954 mit ihrem späteren Ehemann Manuel Armendariz bei den US Open. Sowohl mit ihm als auch mit ihrer Doppelpartnerin Lois Alston stand sie dabei in Runde drei. Ihren größten Erfolg errang sie jedoch erst 1960, als sie mit Alston die Canadian Open gewinnen konnte. Im Finale besiegten sie dabei Marjory Shedd und Dorothy Tinline aus Kanada mit 15-9, 10-15 und 15-11.